# Пеленг (объектив)
МС ПЕЛЕНГ 3,5/8А — сверхширокоугольный объектив типа «рыбий глаз» (фишай), производимый на БелОМО.

## Описание
Относится к циркулярным «фишаям», поле изображения которых регистрируется целиком, поскольку его диаметр меньше или равен короткой стороне прямоугольного кадра. В результате угловое поле объективов «Пеленг» составляет 180° в любом направлении. На малоформатном кадре, под который рассчитаны все объективы семейства, изображение выглядит, как вписанный в чёрный прямоугольник круг диаметром 24 мм. С помощью такого объектива можно сделать снимок, на котором будет изображён, например, весь небосвод.
Крепление объектива к камере через хвостовик типа «А». 

При продаже комплектуется обычно M42×1/45,5 — хвостовиком и одним из:
- под байонет Canon EF — только механическая совместимость
- под байонет F (Nikon) — только механическая совместимость